# Peter Fillmore
Pour les articles homonymes, voir Fillmore.
Peter Arthur Fillmore (né le 28 octobre 1936 à Moncton) est un mathématicien canadien, spécialiste de la théorie des algèbres d'opérateurs.

## Biographie
Fillmore a fait ses études à l'université Dalhousie (bachelor's degree en 1957) et à l'université du Minnesota (maîtrise en 1960 puis Ph.D. en 1962, sous la direction de Bjarni Jónsson). Il a été instructeur postdoctorant à l'université de Chicago jusqu'en 1964, et ensuite professeur assistant puis professeur à l'université de l'Indiana. En 1970-71, il était professeur invité à l'université de Toronto. À partir de 1972, il fut professeur à l'université Dalhousie, où il présida la faculté de mathématiques de 1987 à 1991.
Brown, Douglas et Fillmore ont développé la théorie des extensions de C*-algèbres (de), nommée d'après leurs initiales la « BDF-théorie ».
Il a été professeur invité à l'université d'Édimbourg en 1977, au MSRI en 1984-85, à l'université de Copenhague en 1990 et à l'Institut Fields en 1994. Il fut vice-président (1973-75) puis président (1994-96) de la Société mathématique du Canada. Il est membre de la Société royale du Canada et de l'AMS.
Fillmore est marié depuis 1963 et a trois enfants.
Nigel Higson a fait partie de ses étudiants doctorants.

## Sélection de publications
- Notes on Operator Theory, Van Nostrand, 1970
- (en) L. G. Brown, R. G. Douglas et P. A. Fillmore, « Extensions of C*-algebras and K-homology », Ann. Math., vol. 105,‎ 1977, p. 265-324 (JSTOR 1970999)
- A User's Guide to Operator Algebras, Wiley, 1996
- (éd. avec James Mingo) Operator Algebras and their Applications, AMS, vol. 1, 1997 et vol. 2, 1998